# Festivals d'Oulu
Les festivals d'Oulu (finnois : Oulun juhlaviikot) sont un ensemble de sept festivals qui sont célébrés en août dans la région d'Oulu en Finlande.

## Présentation

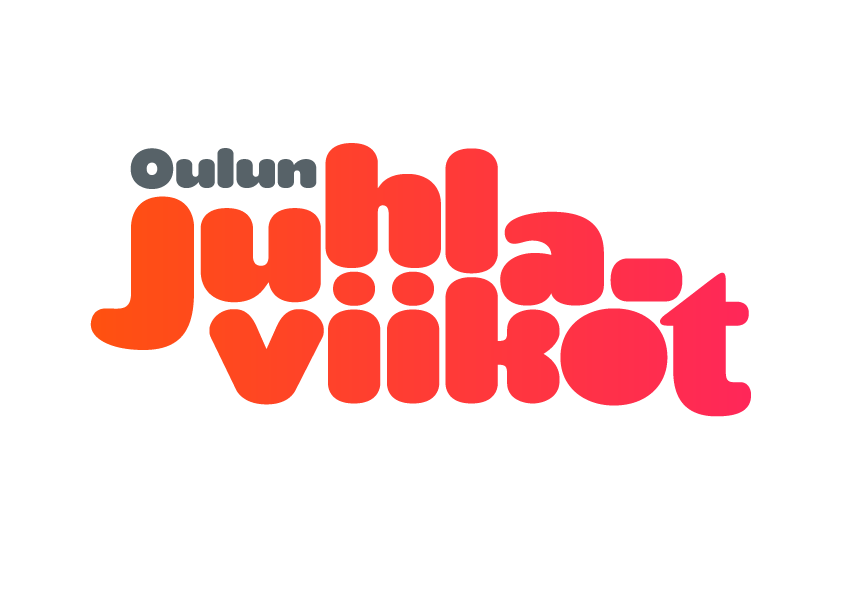
Logo du festival

Les sept festivals d'Oulu sont : Elojazz, Oulun Muusajuhlat, le festival de musique de chambre Oulunsalo Soi (fi), Oulun Taiteiden Yö, Koiteli elää, le festival de vidéoclips d'Oulu (fi) et le championnat du monde d'air guitar (fi).
En 2019, les festivals ont accueilli 62 693 visiteurs.